# Dendrophthora constricta
Dendrophthora constricta là một loài thực vật có hoa trong họ Santalaceae. Loài này được Eichler mô tả khoa học đầu tiên năm 1868.